# IBM 7030 Stretch

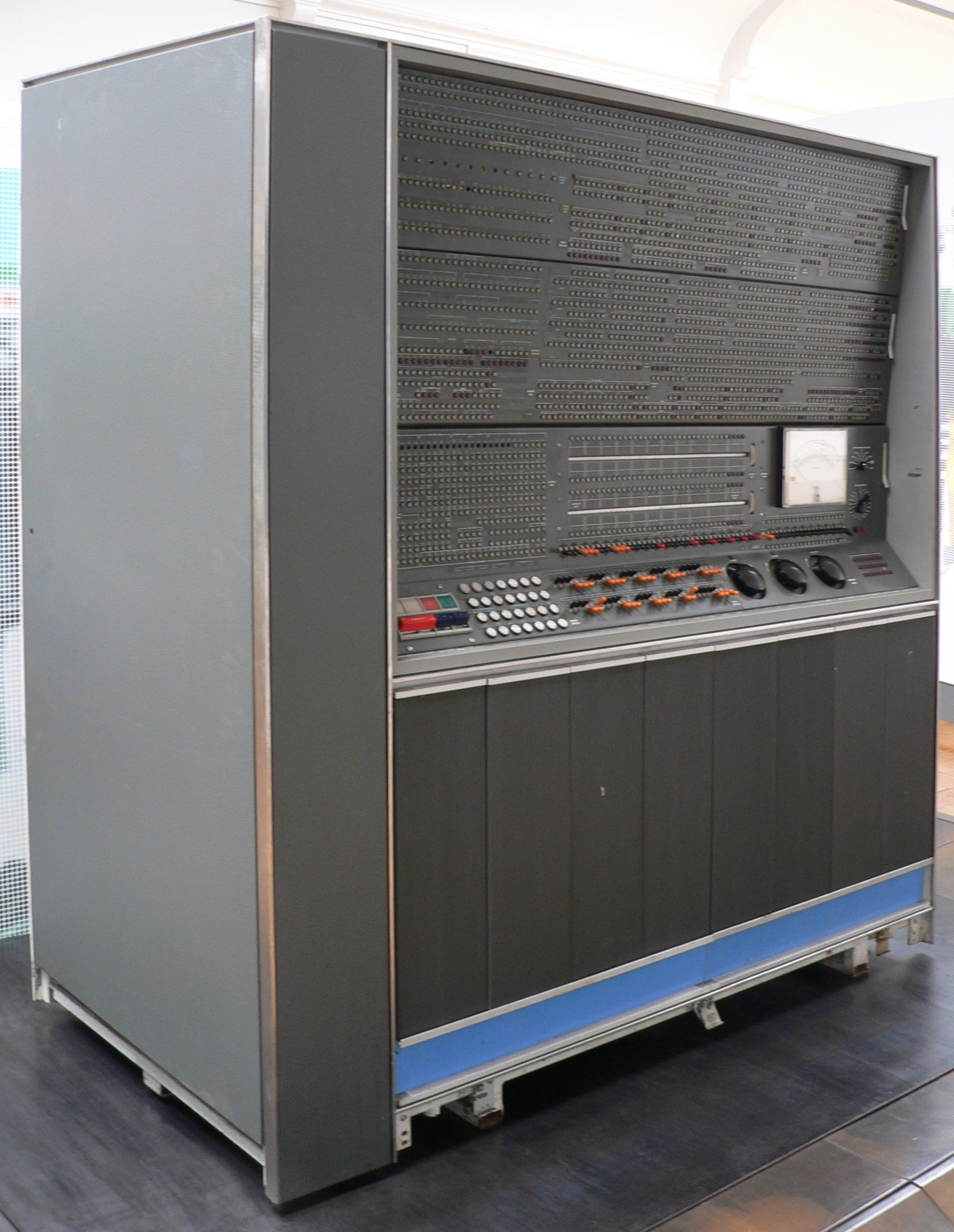
IBM-7030-Bedienkonsole, ausgestellt im Musée des arts et métiers, Paris

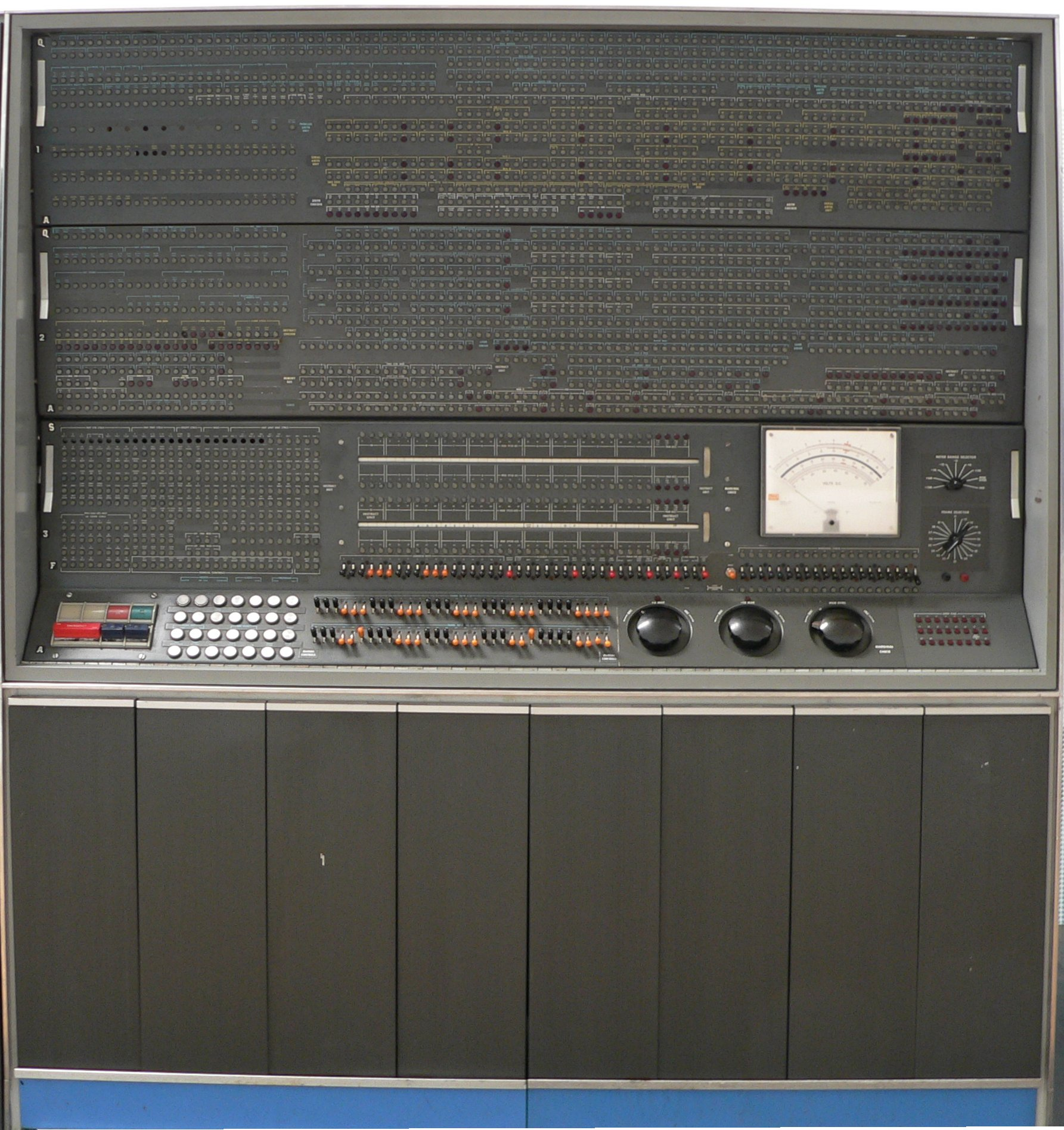
IBM-7030-Bedienkonsole, ausgestellt im Musée des arts et métiers, Paris

Die IBM 7030, auch Stretch genannt, ist ein Supercomputer der 700/7000 series von IBM. Er wurde 1961 an das Los Alamos National Laboratory geliefert.
Das ursprüngliche Preisangebot von 13,5 Millionen US-Dollar konnte zur Auslieferung nicht gehalten werden, da die projektierte Leistung nicht erreicht wurde. Der Computer wurde dann für 7,78 Millionen Dollar an diejenigen Kunden geliefert, die schon eine Bestellung gemacht hatten, und aus dem Angebot genommen. Obwohl die 7030 erheblich langsamer als erwartet war, war sie dennoch von 1961 bis 1964 der schnellste Rechner der Welt.
Die Maschine war mit einer Wortbreite von 64 Bit ausgeführt. In jeder Speicherbank konnten 16.384 Wörter adressiert werden, im Maximalausbau standen 262.144 Wörter (2 Megabyte) zur Verfügung.
Mit der heutigen Rechnerarchitektur ist der Rechner nur schwer vergleichbar, da binäre und dezimale Festkommazahlen in variabler Länge von 1 bis 64 Bit, auch über Wortgrenzen hinweg, verarbeitet werden konnten, ebenso war die alphanumerische Sichtdarstellung variabel in „Bytes“ von 1 bis 8 Bit Breite. Die Breite der Befehlswörter war schaltbar zwischen 32 Bit und 64 Bit.
Da er regelmäßig die Berechnungen in 64 Bit durchführte, zählt er als erster Vertreter einer 64-Bit-Architektur. Die kleinste Adressierungseinheit des IBM 7030 ist nicht ein Maschinenwort, sondern ein einzelnes Bit. D. h., eine 24-Bit-Adresse besteht aus einem 18-Bit-Block zur Adressierung eines Wortes im Hauptspeicher und aus einem 6-Bit-Block zur Adressierung eines Bits in dem Wort. Dieses Adressierungsschema hat sich aus praktischen Nachteilen in späteren Rechnerarchitekturen nicht durchgesetzt.